# Stizocera submetallica
Stizocera submetallica är en skalbaggsart som först beskrevs av Chemsak och Linsley 1968.  Stizocera submetallica ingår i släktet Stizocera och familjen långhorningar.
Artens utbredningsområde är Guatemala. Inga underarter finns listade i Catalogue of Life.